# Vlková
Vlková este o comună slovacă, aflată în districtul Kežmarok din regiunea Prešov. Localitatea se află la altitudinea de 670 m deasupra n.m., se întinde pe o suprafață de 11,81 km2 și în 2017 număra 776 de locuitori.

## Istoric
Localitatea Vlková este atestată documentar din 1278.

## Demografie
| An:                | 1994 | 2004   | 2014    | 2024    |
| ------------------ | ---- | ------ | ------- | ------- |
| Număr de persoane: | 600  | 649    | 728     | 976     |
| Diferență:         |      | +8,16% | +12,17% | +34,06% |

| An:                | 2023 | 2024   |
| ------------------ | ---- | ------ |
| Număr de persoane: | 952  | 976    |
| Diferență:         |      | +2,52% |